# جنگ بزرگ عثمانی
جنگ بزرگ عثمانی یا جنگ اتحاد مقدس (ترکی: Kutsal İttifak Savaşları, آلمانی: Der Große Türkenkrieg) مجموعه‌ای از درگیری‌های نظامی در دو دهه پایانی قرن ۱۷ میلادی میان امپراتوری عثمانی و تعدادی از کشورهای اروپایی بود که در قالب اتحاد مقدس گرد هم آمده بودند.

## جنگ
پس از چندین سال صلح در منطقه، امپراتوری عثمانی به هابسبورگ‌ها هجوم برد. ترک‌ها توانستند وین را در محاصره بگیرند اما ژان سوبیسکی، فرماندهٔ نیروهای لهستانی، توانست باقی نیروهای متفرق مسیحی را گردآورده و در نبرد وین بر عثمانی‌ها غلبه کند.
اتحاد مقدس توسط پاپ اینوسنت یازدهم تشکیل شد و تا ۱۶۸۶ میلادی تعداد اعضای آن به ۴ دولت مهم منطقه رسید (امپراتوری مقدس روم، مشترک‌المنافع لهستان-لیتوانی، روسیه تزاری و جمهوری ونیز). نبرد دوم موهاچ شکست بزرگ دیگری برای سلطان عثمانی بود. عثمانی‌ها در جبهه لهستان موفق‌تر بوده و توانستند ناحیهٔ پادولیا را از مشترک‌المنافع لهستان-لیتوانی پس بگیرند.
با دخالت روسیه در جنگ در واقع نخستین بار بود که این دولت وارد اتحاد با سایر دولت‌های اروپایی می‌شد. این رویداد آغازی بر جنگ‌های روسیه و عثمانی بود که تا قرن ۲۰ میلادی ادامه یافت. روس‌ها طی این جنگ، در لشکرکشی آزوف توانستند دژ کلیدی آزف را از قوای عثمانی بگیرند.
به دنبال پیروزی قطعی اروپاییان در نبرد زنتا در ۱۶۹۷ میلادی، جنگ عملاً به سود آنان خاتمه یافت. اتحاد مقدس، ترک‌ها را وادار ساخت که پیمان کارلویتس را امضاء کنند. امپراتوری عثمانی بخش اعظم مجارستان، ترانسیلوانی و اسلاونیا را به امپراتوری هابسبورگ واگذار کرد و پادولیا را به لهستان بازگرداند.